# Preacher
Preacher es una serie de televisión de drama sobrenatural protagonizada por Dominic Cooper y estrenada el 22 de mayo de 2016.
Fue creada por Evan Goldberg, Seth Rogen y Sam Catlin para AMC basada en el cómic del mismo nombre publicado por Vertigo, subeditorial de DC Comics.
El 29 de junio de 2016, AMC renovó la serie para una segunda temporada de trece episodios. El 4 de agosto de 2019, AMC estrenó la cuarta y última temporada de la serie.

## Argumento
La historia gira en torno al reverendo Jesse Custer, un predicador tejano que, después de recibir «la Palabra» (la capacidad de hacer que con su palabra los que le oyen hagan lo que dice), descubre que Dios ha abandonado el cielo y renunciado a sus funciones. Rápidamente, Jesse se convierte en la única persona capaz de rastrear a Dios. En su búsqueda por respuestas, Jesse es acompañado por Tulip O’Hare (su antigua novia). Sin embargo, en el camino se encuentran con un despiadado asesino en serie conocido como El Santo de los Asesinos, quien ha puesto a Jesse en la mira.

## Reparto

### Personajes principales[5]
- Dominic Cooper como Jesse Custer, un predicador de un pequeño pueblo tejano con un pasado criminal y con el poder del Génesis que obliga a otros hacer lo que el dice.[6]
- Joe Gilgun como Proinsias Cassidy, un vampiro de Irlanda amante de los vicios que se cruza con Jesse y Tulip.[7]
- Ruth Negga como Priscilla-Jean Henrietta Tulip O’Hare, la peligrosa novia de Jesse que comparte un pasado criminal con él.[8]
- Ian Colletti como Eugene Root/Arseface, el devoto más fiel de Jesse e hijo del sheriff Hugo Root, tiene la cara desfigurada debido a un fallido intento de suicidio.[9]
- Graham McTavish como el Santo de los Asesinos (The Saint of Killers): un asesino sobrenatural imparable y convocado desde el infierno.
- Lucy Griffiths como Emily Woodrow (personaje principal en la temporada 1):[10] Mano derecha de Jesse y a la vez madre soltera, mesera y organizadora de la iglesia.
- W. Earl Brown como el sheriff Hugo Root (personaje principal en la temporada 1; invitado en la temporada 2):[11] Sheriff de Annville y padre de Eugene.
- Derek Wilson como Donny Schenck (personaje principal en la temporada 1), rival de Jesse y mano derecha de Odin Quincannon.[12]
- Anatol Yusef como DeBlanc (personaje principal en la temporada 1), como un ángel serafín encargado de vigilar a Génesis.
- Tom Brooke como Fiore (personaje principal en la temporada 1; invitado en la temporada 2 y 4), otro serafín encargado de vigilar a Genesis.[13]
- Pip Torrens como Herr Starr (personaje principal en las temporadas 2-4), miembro del Grial, una organización secreta encargada de eliminar toda amenaza para el Mesías.
- Noah Taylor como Adolf Hitler (personaje principal en las temporadas 2-4), preso en el infierno.
- Julie Ann Emery como Lara Featherstone (personaje principal en las temporadas 2-4), miembro y espía del Grial.
- Malcolm Barret como F. J. Hoover (personaje principal en la temporada 3; recurrente en la temporada 2), compañero de Sarah.
- Betty Buckley como Marie Granma L’Angelle (personaje principal en la temporada 3), abuela de Jesse, que tiene un pacto con Satanás.
- Colin Cunningham como TC (personaje principal en la temporada 3), secuaz de Marie L’Angelle.
- Mark Harelik como God (personaje principal en la temporada 4; recurrente temporada 3; invitado en la temporada 2).
- Tyson Ritter como Humperdoo/El Mesías (personaje principal en la temporada 4; recurrente temporada 3; invitado en la temporada 2): Último descendiente vivo de Jesus
- * Ritter también interpreta a Jesucristo (personaje principal en la temporada 4; invitado en la temporada 2) Representante del cielo.

### Personajes recurrentes[5]
- Jackie Earle Haley como Odin Quincannon (temporada 1).
- Ricky Mabe como Miles Person (temporada 1).
- Nathan Darrow como John Custer (temporada 1).
- Jamie Anne Allman como Betsy Schenck (temporada 1).[12]
- Thomas Barbusca como Chris Schenck (temporada 1).
- Bonita Friedericy como Terri Loach (temporada 1).
- Alex Knight (II) como Clive (temporada 1).
- Keith Jardine como Verne (temporada1).
- Ronald Guttman como Denis (temporada 2).
- Amy Hill como Ms. Mannering (temporada 2).
- Sam Medina como Samurai Guy (temporada 2).
- Jeremy Childs como Jody (temporada 3).
- Adam Croasdell como Eccarius (temporada 3).
- Renes Rivera como Bruneau Boyd (temporada 3).
- Hang Soto como Deng (temporada 3).
- Lucy Faust como Lisa (temporada 3).

## Temporadas
| Temporada | Temporada | Episodios | Episodios | Emisión original    | Emisión original         |
| Temporada | Temporada | Episodios | Episodios | Primera emisión     | Última emisión           |
| --------- | --------- | --------- | --------- | ------------------- | ------------------------ |
|           | 1         | 10        | 10        | 22 de mayo de 2016  | 31 de julio de 2016      |
|           | 2         | 13        | 13        | 25 de junio de 2017 | 11 de septiembre de 2017 |
|           | 3         | 10        | 10        | 24 de junio de 2018 | 26 de agosto de 2018     |
|           | 4         | 10        | 10        | 4 de agosto de 2019 | 29 de septiembre de 2019 |

## Desarrollo

### Producción
El 9 de septiembre de 2015, AMC dio a conocer que le otorgó al proyecto la orden para realizar una serie constante de diez episodios, prevista para ser estrenada a mitad de la temporada 2015-2016.